# ICE CREAM SUICIDE
ICE CREAM SUICIDE（アイスクリームスーサイド）は、2016年に達城大秀（たつしろだいしゅう）によって結成されたアイドルグループ。

## 概要
2016年9月7日にニコニコ本社にて、プロデューサー〜達城大秀（たつしろだいしゅう）、別名〜西村ブライアン文明、飯塚たかしにより、1stアルバム『I.S.C.R.E.A.M』リリース記念イベントにてお披露目。『ICE CREAM』というワードから想起されるポップなイメージ＝可愛いらしさ（かわいらしさ）＋『SUICIDE』というワードから想起される攻撃的なイメージ＝格好良さ（カッコよさ）一見対照的な上記両ワードが掛けあわされる事で独自の魅力的な世界観の展開を目指すグループ、とされる。後進グループに「MAD HEAVENLY CANDY」がある。

## 略歴
- 2016年（平成28年）
  - 9月7日 - 『お披露目&1stミニアルバム「I.S.C.R.E.A.M」リリース記念イベント』にてデビュー[2]。
  - 9月28日 - タワーレコードでは、渋谷店をヴィレッジヴァンガードでは渋谷宇田川店を皮切りに『I.S.C.R.E.A.M』リリース記念イベントを東名阪計5店舗で開催。
  - 10月22日 - 関西圏初お披露目となるワンマンイベント 大阪ロフトプラスワンウエストで開催。同日には雑誌『BOUQUET’ Vol.09』発売記念スペシャルトークイベントもヴィレッジヴァンガードイオンモール大阪ドームシティ店にて開催。
  - 11月23日 - 渋谷クロスFMにて初のレギュラー番組『絶品恋々アイスクリーム』放送開始[3]。

## メンバー
| 名前                                          | よみ               | 身長      | メンバーカラー         |
| --------------------------------------------- | ------------------ | --------- | ---------------------- |
| 達城大秀 別名〜西村ブライアン文明、飯塚たかし | たつしろだいしゅう | 推定180cm | 金髪アフロヘアーカラー |
| 藤城 アンナ                                   | ふじしろ あんな    | 172cm     | コバルトブルー         |
| 日向 せりか                                   | ひなた せりか      | 145cm     | ハニーイエロー         |
| 天使 める                                     | あまつか める      | 156cm     | いねむりピンク         |
| Will                                          | うぃる             | 154cm     | ラベンダークイーン     |
| 小熊 きな子                                   | こぐま きなこ      | 160cm     | ベアグリーン           |
| 山田 ゆとり                                   | やまだ ゆとり      | 150cm     | サイコレッド           |